# Kukovec
Kukovec je priimek več znanih Slovencev:
- Ana Kukovec (por. Sokolov) (1905—1990), farmacevtka
- Barbara Kukovec (*1980), igralka, performerka
- Damjan Kukovec (*1977), strokovnjak za evropsko pravo, sodnik Splošnega sodišča EU
- Dominik Kukovec, judoist
- Dunja Kukovec (*1975), kustosinja, kuratorka, umetnostna producentka in publicistka
- Dušan Kukovec (1928—2023), alpinist, športnik, gorski reševalec
- Duško (Ljudevit) Kukovec (1926—1992), operni pevec baritonist
- Eliza Kukovec (1879—1954), učiteljica in pedagoška publicistka
- Ivan Kukovec (1834—1908), posestnik in politik
- Janko Kukovec (1883—1968), gradbeni inž., kulturnoprosvetni delavec v Mb
- Klara Kukovec (r. Doktor) (1883—1979), prva zdravnica v Trstu in Mariboru (rusko-ukrajinsko-judovskega rodu)
- Robert Kukovec (1910—1945), kirurg, partizanski zdravnik
- Vekoslav Kukovec (1876—1951), pravnik, politik in publicist
- Vinko Kukovec (1870—1939), stavbenik, politik (župan Celje-okolica)